# Conotossina
Si definisce come conotossina un qualsiasi veleno (che può essere costituito da uno o più peptidi più o meno neurotossici) isolato dal secreto velenoso delle conchiglie del genere Conus.
Le conotossine, che sono polipeptidi costituiti da circa 10 a 30 unità amminoacidiche, tipicamente hanno all'interno uno o più ponti disolfuro (-S-S-), provenienti dalla condensazione ossidativa di due gruppi tiolici (-SH) della cisteina, oppure da due gruppi metilsolforati della metionina, entrambi amminoacidi essenziali monosolforati. Le conotossine hanno una grande varietà di meccanismi di azione, la maggior parte dei quali non sono stati determinati. Comunque sembra che molti di questi peptidi riescano a modulare l'attività delle proteine dei canali ionici trans-membranari.

## Tipi di conotossina e loro attività biologica
Il numero di conotossine delle quali si è determinata l'attività ammonta a cinque, e vengono chiamate le α(alfa)-, δ(delta)-, κ(kappa)-, μ(mu)-, e ω(omega)- types. Ognuno di questi cinque tipi di conotossina attacca un bersaglio differente:
- Le α-conotossine inibiscono i recettori dell'acetilcolina nicotinici nei nervi e nei muscoli.[2]
- Le δ-conotossine inibiscono l'inattivazione canali del sodio dipendenti dalla tensione elettrica.[3]
- Le κ-conotossine inibiscono i canali del potassio.[4]
- Le μ-conotossine inibiscono i canali del sodio che sono voltaggio-dipendenti.[5]. Nei prodotti cosmetici tale forma viene spesso denominata Veleno di Giovinezza (o μ-conotoxyn III).
- Le ω-conotossine inibiscono i canali del calcio dipendenti dal voltaggio del Tipo N.[6] Dal momento che i canali del calcio voltaggio-dipendenti del tipo-N sono correlati all'algesia (sensitività al dolore) nel sistema nervoso, la ω-conotossina ha effetti analgesici: in effetti l'azione della ω-conotossina M VII A equivale da 100 a 1.000 volte quella della morfina.[7];cioè è "più potente dell'alcaloide morfina". Per questo una versione sintetica della ω-conotossina M VII A ha trovato un utilizzo come analgesico, il cui nome generico è ziconotide (commerciale: Prialt).[8]

## Connettività del ponte disolfuro
I tipi di conotossina differiscono anche per il numero e la disposizione dei ponti disolfuro. La rete di legame del ponte disolfuro, come anche gli amino-acidi specifici nelle anse inter-cisteina, danno alle conotossine la loro specificità chimica.

### Conotossine omega, delta e kappa
Le famiglie di conotossine omega, delta e kappa hanno una specie di sistema di nodi o schermo inibitore fatto di cisteina. Questo schermo protettivo di legami è un nodo speciale (abbastanza inconsueto nelle proteine) che vede l'incrocio di due ponti disolfuro (-S-S-) sovrapposti a formare un nodo, nel quale il ponte disolfuro III-VI attraversa il macrociclo formato da due altri ponti disolfuro (I-IV e II-V) e i segmenti interconnettivi che formano lo scheletro della proteina (I-VI indica i sei residui di cisteina che iniziano dall'aminoacido N-terminale. Gli arrangiamenti della cisteina sono gli stessi per le famiglie omega, delta e kappa, anche se le conotossine omega sono molecole che bloccano i canali del calcio, mentre le conotossine delta rallentano l'inattivazione dei canali del sodio, e le conotossine kappa bloccano i canali del potassio.

### Conotossine Mu
Le conotossine Mu hanno due tipi di arrangiamento della cisteina, ma lo schermo di legami non si osserva. Le conotossine Mu mirano ai canali del sodio regolati dal voltaggio specifici dei muscoli, e sono delle spie utili per investigare i canali voltaggio-dipendenti del sodio nei tessuti eccitabili.

### Conotossine Alfa
Le conotossine alfa hanno due tipi di arrangiamento della cisteina, e sono antagonisti competitivi del recettore nicotinico per l'acetilcolina.

### Ricerca italiana sui conopeptidi
- MODUS Vivendi (archiviato dall'url originale il 25 maggio 2010).
- Bersagli neurochimici e funzionali del recettore nicotinico centrale con particolare riferimento ai meccanismi glutamatergici e dopaminergici., su ricercaitaliana.it.

Questa voce include dei testi (originalmente in inglese) provenienti dai siti Pfam e InterPro (rilasciati nel pubblico dominio): IPR004214